# 마에다 요시키
마에다 요시키(일본어: 前田 義貴, 1975년 8월 29일~)는 일본의 축구 선수이다.

## 구단 경력
1997년 재팬 풋볼 리그의 사간 도스에 입단했다. 1999년부터 J2리그로 승격했다. 2001년까지 11경기에 출전. 2002년 일본 풋볼 리그의 알루에트 구마모토로 이적했다. 2002년후 현역 은퇴.